# Misticismo

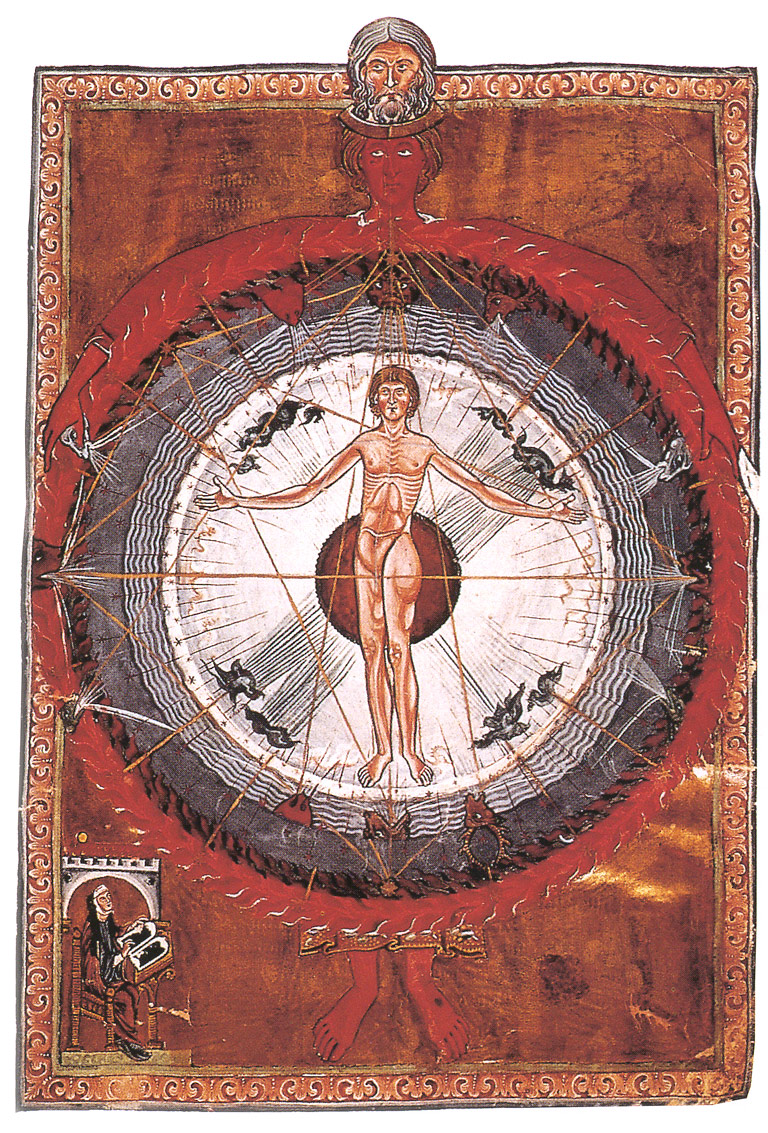
Liber Divinorum Operum, o el hombre universal de santa Hildegarda de Bingen, 1185 (copia del).

La mística (del verbo griego myein, ‘encerrar’, de donde mystikós, ‘cerrado’ y, por extensión, ‘arcano‘ o ‘misterioso’) designa un tipo de experiencia muy difícil de alcanzar en que se llega al grado máximo de unión del alma a lo sagrado durante la existencia terrenal. Se da en las religiones monoteístas (zoroastrismo, judaísmo, cristianismo, islam), así como en algunas politeístas (hinduismo) y en religiones no teístas (budismo), donde se identifica con un grado máximo de perfección y conocimiento.
Según la teología, la ascética ejercita al espíritu para la perfección, a manera de una propedéutica (etapa de preparación) para la mística, mediante dos vías o métodos: la purgativa y la iluminativa, mientras que la mística, a la cual solo pueden acceder unos pocos, añade a un alma perfeccionada por la gracia divina o por el ejercicio ascético la experiencia de la unión directa y momentánea con Dios, que solo se consigue por la vía unitiva, mediante un tipo de experiencias denominadas visiones o éxtasis místicos, de los que son propios una plenitud y conocimiento tales que son repetidamente caracterizados como inefables por quienes acceden a ellos. 
El misticismo está generalmente relacionado con la santidad (Rudolf Otto en su obra Das Heilige, "Lo santo", 1917, lo denomina "lo numinoso": una «experiencia no racional y no sensorial o un presentimiento cuyo centro principal e inmediato está fuera de la identidad»). En el caso del cristianismo puede ir acompañado de manifestaciones físicas sobrenaturales denominadas milagros, como por ejemplo los estigmas y los discutidos fenómenos parapsicológicos de bilocación y percepción extrasensorial, entre otros. Por extensión, mística designa además el conjunto de las obras literarias escritas sobre este tipo de experiencias espirituales, en cualquiera de las religiones que poseen escritura.
El misticismo, común a las tres grandes religiones monoteístas, pero no restringido a ellas (hubo también una mística pagana, por ejemplo), pretende salvar ese abismo que separa al hombre de la divinidad para reunificarlos y acabar con la alienación que produce una realidad considerada injusta, para traer, en términos cristianos, el Reino de los Cielos a la Tierra. Los mecanismos son variados: bien mediante una lucha meditativa y activa contra el ego (budismo) o nafs como en el caso del sufismo musulmán, bien mediante la oración y el ascetismo en el caso cristiano, o bien a través del uso de la cábala en las corrientes más extendidas del judaísmo.

## Mística no religiosa o filosófica
Lo que Michel Hulin denomina "mística salvaje" (La mystique sauvage, París: PUF, 1993) es un tipo de «experiencia mística espontánea», al margen de la hierofanía religiosa y de sistemas muy elaborados de creencias e ideas, aun cuando puede identificarse con ella, producida por revelaciones que se hace a sí mismo el ser humano, provocadas por el contacto con la naturaleza genuina o alguna vez utilizando sustancias psicotrópicas como el LSD u hongos alucinógenos como el cornezuelo de centeno en culturas animistas en las cuales no hay religión, puesto que vida y naturaleza son para ellas la religión. Se trata de una repentina sensación de comunión espiritual con la naturaleza o de disolución del yo, la entrada en una realidad atemporal provocada por un recuerdo de la infancia en principio tal vez intranscendente, la fugaz percepción de un olor o un sabor... modalidades diversas de enfrentamiento inesperado con una realidad numinosa que procura la vivencia de un «sentimiento oceánico», ajena al universo religioso y que nos sitúa fuera de las coordenadas habituales de la realidad cotidiana. Si bien, Hulin considera que el acceso a lo divino por medio de las drogas es una trampa y no la verdadera mística.
En este sentido el misticismo puede considerarse un fenómeno psicológico extraordinario, pero al que se puede acceder de una manera natural. En el libro del Profesor Ignacio Mística Natural (editorial Visión Libros, Madrid, 2021) el autor analiza los aspectos neurofisiológicos de la contemplación  e indica algunos métodos para alcanzar la iluminación interna basados fundamentalmente en la sugestión y el autocontrol mental.

## Mística pagana
Las religiones de origen europeo antiguo, llamadas despectivamente «paganas» o paganismo, son aquellas creencias y religiones anteriores o distintas al judaísmo, cristianismo e islamismo y a menudo caracterizadas por el animismo o el politeísmo. En el seno de estas religiones, los Misterios de Eleusis o eleusinos y el neopitagorismo, todavía mal conocidos, llegaron a tener creyentes que se manifestaban de forma mística.
Las religiones celtas agrupan diversas creencias. Estas religiones mantenían un politeísmo conectado en gran medida con fuerzas de la naturaleza (animismo) que deificaban todo lo viviente o activo. A falta de referencias escritas extensas, por los hallazgos arqueológicos y funerarios se puede deducir que eran religiones muy marcadas por la magia y el ritual. Se han encontrado vasijas de procedencia celta con personajes en posturas yógicas, que con toda probabilidad representan a sacerdotes. Esto lleva a pensar en algún tipo de misticismo religioso emparentado con las creencias en dioses asociados a fuerzas naturales.
El filósofo neoplatónico Plotino (s. III d. C.) nacido en Egipto, representa una mística natural, que, no obstante, describe el éxtasis con «una perfección tal que ha sido después imitada por los místicos cristianos» quienes siguieron sus mismas fórmulas.

## Mística cristiana

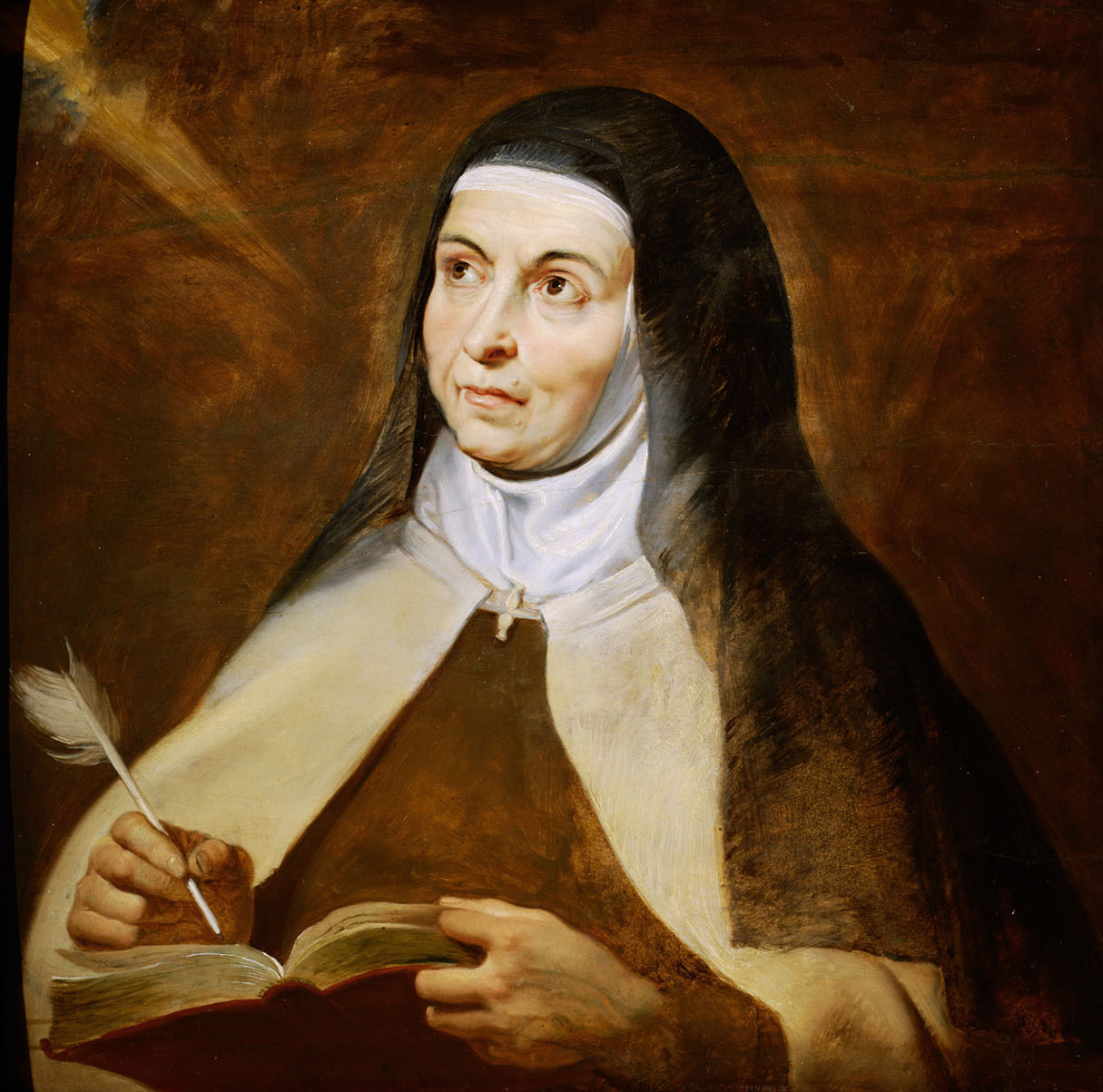
Santa Teresa de Jesús, una de las mayores exponentes de la mística en el cristianismo.

En el caso de la mística cristiana el acto místico de unión con Dios, conocido como éxtasis, no depende del individuo, sino solamente de Dios, que por motivos que solo él conoce otorga como gracia privada un breve tiempo de comunicación sensible ultraterrena a algunas almas a las que se acerca, bien directamente o bien para su posterior transmisión a un grupo específico o al conjunto social. Puede ir acompañado de las manifestaciones llamadas «estigmas» o «llagas»: heridas que reproducen algunas de las heridas de Cristo en la cruz, así como de bilocación (suceso que consiste en que el santo o místico es visto en dos o más sitios al mismo tiempo) y manifestaciones proféticas. Se cree que el éxtasis es otorgado, en el caso del catolicismo, pero esto no es necesario, a personas que han seguido una dura disciplina ascética de ayuno, soledad, oración, hesicasmo, humildad, trabajo, penitencia, mortificación e introspección mediante el seguimiento de una regla de conducta monástica (clero regular masculino y femenino) para purificarse ante los ojos de Dios mediante los caminos o vías llamados «vía purgativa» y «vía iluminativa». Los místicos carmelitanos hablan de «noche oscura», así como de dar un «ciego y oscuro salto» de fe con la esperanza de que Dios se apiade y recoja el alma de sus siervos. Si Dios quiere, habrá una unión mística o éxtasis, experiencia más divina que humana que resulta de un placer «inefable», esto es, intransmisible por entero, sino solo en una parte muy pequeña, por medio de la palabra o cualquier otro medio de expresión. Así la describe por ejemplo Santa Teresa de Jesús:

Y es tanto lo que se emplea el alma en el gozo de lo que el Señor la representa, que parece que se olvida de animar el cuerpo. (...) No se pierde el uso de ningún sentido ni potencia, pero todo está entero para emplearse en Dios solo. De este recogimiento viene algunas veces una quietud y paz interior muy regalada, que está el alma que le parece que no le falta nada.

También, sin embargo, existe una mística protestante que representan, por ejemplo, escritores como Emanuel Swedenborg y sus Arcanos celestes o Joseph Smith, fundador de La Iglesia de Jesucristo de los Santos de los Últimos Días o Mormonismo, o incluso el poeta William Blake, así como una mística heterodoxa representada, en la forma más antigua, por los cristianos gnósticos y en la Edad Media y Renacimiento por los alumbrados, los dejados o por los seguidores del quietismo preconizado por Miguel de Molinos, una mística en ciertos sentidos muy cercana al budismo.
La tradición mística cristiana arranca en realidad de Pablo de Tarso y del Evangelio según San Juan, así como de los posteriores Padres de la Iglesia, en particular los Padres del yermo o de la Tebaida. San Agustín de Hipona fue una figura muy influyente, así como Santo Tomás de Aquino. Carácter místico tienen algunas obras muy leídas del desconocido Pseudo Dionisio Areopagita, que algunos quieren identificar erróneamente con el desconocido griego convertido por Pablo de Tarso en el Areópago de Atenas; su teología negativa fue un avance que se incorporó a la mística cristiana y se encuentra, por ejemplo, en San Juan de la Cruz. Siguen después las escuelas místicas de distintas órdenes monásticas, entre las cuales destacan las distintas ramas de la mística franciscana, la mística agustina, la mística carmelita y la mística trinitaria. Tuvo mucha importancia y fue no poco influyente la mística germánica, representada por Jan van Ruysbroeck, el maestro Eckart, Tomás de Kempis y, ya en el Barroco, por Angelus Silesius y su Peregrino querubínico.

### Mística española

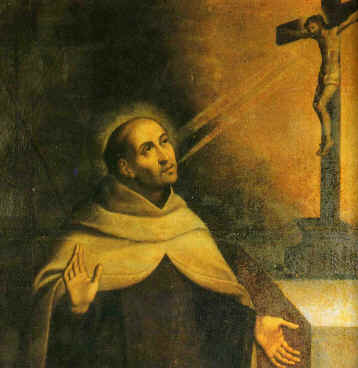
Portarretrato de San Juan de la Cruz.

La mística española se desarrolló principalmente en Castilla, Andalucía y Cataluña. Brota fuertemente en el siglo XVI a causa de la tensión existente con el protestantismo. Existen los precedentes medievales de Raimundo Lulio, que marca fuertemente la tradición española con el contacto de la cultura árabe y la mística sufí, y con la tradición semítica de la cábala (en España se compiló su libro más importante, el Zohar, y muchos escritores sefardíes emigrados ampliaron las enseñanzas cabalísticas, como por ejemplo Moisés Cordovero o Isaac Luria). Se trata, además, cronológicamente, de una de las últimas místicas aparecidas y en cierto modo representa la culminación de la tradición mística cristiana.
La característica más acusada de la mística española es su carácter ecléctico, armonizador entre tendencias extremas; un ejemplo, podemos encontrar en San Juan de la Cruz al demonio nombrado en árabe Aminadab o un mismo verso repetido al estilo de la poesía árabe. Un segundo rasgo es que en la literatura religiosa hispana predomina lo ascético sobre lo místico. El tercero sería su gran elaboración formal: presenta un excelente estilo literario, de forma que muchas de sus obras se cuentan como obras maestras de la literatura en lengua española.

Vivo sin vivir en mí
y tan alta vida espero
que muero porque no muero.
Tema de atribución discutida, usado por Santa Teresa de Jesús y con alguna variación (y de tal manera espero) por San Juan de la Cruz.

Como corriente literaria, utiliza la creación de obras escritas como medio para expresar la religiosidad y lo que supone para sus autores la unión del alma con Dios, reservada a muy pocos elegidos.

#### Vías purgativa, iluminativa y unitiva
Para la unión del alma con Dios se establecía el seguimiento de tres vías, procedimientos, pasos o fases, según el Tratado espiritual de las tres vías, purgativa, iluminativa y unitiva de Bernardo Fontova (Valencia, 1390-1460), cartujo en Vall de Crist; y que repetiría Juan de Palafox y Mendoza, obispo de Puebla, en Varón de deseos en que se declaran las tres vías de la vida espiritual, purgativa, iluminativa y unitiva (1642):
- Vía purgativa: el alma se purifica de sus vicios y sus pecados mediante la penitencia y la oración. Las atracciones por sí mismas no tienen por qué ser malas pero sí lo es el apego o gusto que provocan en la memoria, porque la impide orientarse plenamente hacia Dios. La privación corporal y la oración son los principales medios purgativos.

- Vía iluminativa: una vez purificada, el alma se ilumina al someterse total, única y completamente a la voluntad de Dios. El alma se halla ya limpia y en un desamparo y angustia interior inmensos, arrojada a lo que es por sí sola sin el contacto de Dios. El demonio tienta entonces y el alma debe soportar todo tipo de tentaciones y seguir la luz de la fe confiando en ella y sin engañarse, mediante una continua introspección en busca de Dios. Pero ha de ser humilde, ya que si Dios no quiere, es imposible la unión mística, pues la decisión corresponde a Él.

- Vía unitiva: el alma se une a Dios, produciéndose el éxtasis que anula los sentidos. A este punto solo pueden llegar los elegidos y es muy difícil describirlo con palabras, porque el pobre instrumento de la lengua humana, ni siquiera en forma poética, puede describir una experiencia tan intensa: se trata de una experiencia inefable. El hecho de haber alcanzado la vía unitiva puede manifestarse con los llamados estigmas o llagas sagradas (las heridas que sufrió Cristo en la cruz), con fenómenos de levitación del santo y con episodios de bilocación (es decir, encontrarse en varios lugares al mismo tiempo). El santo, porque ya lo es al sufrir este tipo de unión, no puede describir sino solo aproximadamente lo que le ha pasado.

#### Periodos
Pedro Sainz Rodríquez señala cuatro periodos en la historia de la mística española:
- Período de importación e iniciación, que comprende desde los orígenes medievales hasta 1500, durante el cual se traducen y difunden las obras de la mística extranjera.

- Período de asimilación (1500-1560) en el que las doctrinas importadas son por primera vez expuestas a la española por los escritores que son precursores (fray Hernando de Talavera, fray Alonso de Madrid, fray Francisco de Osuna, fray Bernardino de Laredo, San Juan de Ávila, la sordomuda Teresa de Cartagena y otros).
- Período de plenitud y de intensa producción nacional (1560-1600, reinado de Felipe II: fray Luis de León, San Juan de la Cruz, Santa Teresa de Jesús).
- Período de decadencia o compilación doctrinal, prolongado hasta mediados del siglo XVII, representado por autores como Miguel de Molinos y también por otros autores que no son creadores originales, sino retóricos del misticismo que se ocupan de ordenar y sistematizar la doctrina del período anterior.

#### Escuelas
Marcelino Menéndez Pelayo hizo una clasificación por escuelas según las órdenes religiosas de los místicos:
- Ascetas dominicos, cuyo prototipo es Fray Luis de Granada.
- Ascetas y místicos franciscanos (San Pedro de Alcántara, Fray Juan de los Ángeles, Fray Diego de Estella, Venerable Madre Juana de la Cruz, etc.).
- Místicos carmelitas (San Juan de la Cruz, Santa Teresa de Jesús, etc.), con sus propios eremitorios, como el del Desierto de Bolarque.
- Ascetas y místicos agustinos (Fray Luis de León, Pedro Malón de Chaide, etc.
- Ascéticos y místicos jesuitas (San Francisco de Borja, Juan Eusebio Nieremberg, y otros).
- Clérigos seculares y laicos (Juan de Valdés, Miguel de Molinos), que son místicos heterodoxos.

Esta clasificación, en la que cada orden religiosa posee su propia tradición teológica y doctrinal, se puede simplificar aún más en tres corrientes:
- Afectiva (predomina lo sentimental sobre lo intelectual), que tiene siempre presente el Cristocentrismo o la imitación de Cristo hombre como vía por donde el cristiano puede llegar a la divinidad (franciscanos y agustinos).
- Intelectualista o escolástica, que busca el conocimiento de Dios mismo por la elaboración de una doctrina metafísica (dominicos y jesuitas).
- Ecléctica o genuinamente española, representada por la mística carmelita.

Helmut Hatzfeld ha elaborado una clasificación de las teorías de interpretación de la mística española muy influyente; en la que son cinco las escuelas principales:
- Escuela Ahistórica, propuesta por Jean Baruzzi, en un estudio francés sobre San Juan de la Cruz: sostiene la originalidad de los místicos españoles que descubren sus símbolos decisivos independientemente de las condiciones históricas.
- Escuela Sintética, cuyo teorizador principal es Gaston Etchegoyen a través de un estudio francés sobre Santa Teresa; supone que la mística española puede explicarse y entenderse como una fusión sintética de diferentes formas más antiguas, todas exclusivamente occidentales.
- Escuela Secular, obra de Dámaso Alonso; según ella numerosos elementos simbólicos de los místicos españoles derivan de la poesía profana, popular o culta, sobre todo de la poesía de Garcilaso (a través de las versiones a lo divino de sus poemas que hizo Sebastián de Córdoba), el Romancero, la lírica popular y la lírica cancioneril.
- Escuela Arabista, integrada por Julián Ribera y sobre todo por Miguel Asín Palacios, que contempla afinidades entre los escritos de San Juan de la Cruz y los del místico mahometano Abenarabí, de la primera mitad del siglo XIII; por otra parte, nadie ha podido negar la influencia del misticismo musulmán en el catalán Raimundo Lulio.
- Escuela Germánica, que alega que el influjo mayor recibido por los místicos españoles proviene de los místicos flamencos y alemanes como Meister Eckart, o el flamenco Jan van Ruysbroeck, o Thomas de Kempis.

Hatzfeld se inclina por considerar que tanto Oriente como Occidente han contribuido a la formación del lenguaje de los místicos españoles.
La mística española cuenta con figuras señeras en el Siglo de Oro y sobre todo en Castilla, como Bernardino de Laredo, Francisco de Osuna; Santa Teresa de Jesús compuso importantes obras místicas en prosa, como Las moradas y Camino de perfección; a San Juan de Ávila se le debe tal vez el famoso soneto místico No me mueve mi Dios para quererte, y San Juan de la Cruz compuso con sus experiencias místicas unos poemas que son quizá la cumbre de la lírica española de todos los tiempos, el Cántico espiritual y la Noche oscura del alma, comentados por él mismo en prosa, entre otros varios poemas no menos importantes. Destacan también otros místicos, como Santo Tomás de Villanueva, San Juan Bautista de la Concepción, Cristóbal de Fonseca, el beato Alonso de Orozco, fray Pedro Malón de Chaide, fray Luis de Granada, fray Juan de los Ángeles o Sor Ana de la Trinidad. En el País Vasco destaca la figura de San Ignacio de Loyola. En Cataluña fue importante en la Edad Media Ramon Llull, también conocido como Raimundo Lulio, cuyo Libro del amigo y el amado es el principal testimonio de la literatura mística en catalán. Tras el Siglo de Oro, la mística española entró en decadencia.

### Mística germánica
Cabe resaltar dentro de la mística germánica una figura de gran importancia: la abadesa, líder monástica, mística, profetisa, médica, compositora y escritora alemana Hildegarda de Bingen.
También en la Edad Media creó escuela el Meister Eckhart y sus discípulos Enrique Suso y Juan Taulero. Y, en el siglo XVII, Jakob Böhme y sobre todo Johann Scheffler, más conocido como Angelus Silesius, autor de los paradójicos epigramas religiosos contenidos en Peregrino querubínico.

### Mística austriaca
En la mística austriaca destaca la figura de Agnes Blannbekin, famosa por sus controvertidas visiones.

### Mística italiana
La mística italiana cuenta con las figuras del poverello San Francisco de Asís, autor del famosísimo Cántico, una de los primeros textos de la literatura italiana y sin duda alguna uno de los más hermosos. [cita requerida]
La beata Ángela de Foligno es una mística de la Edad Media, cuya vida es conocida a través de su autobiografía o Memorial.

### Mística mexicana

Beata Concepción Cabrera de Armida. Laica católica mexicana, inspiradora de las Obras de la Cruz.

Por la profundidad de sus escritos, Concepción Cabrera de Armida es reconocida como una destacada mística del siglo XX. Su reflexión espiritual ahondó en la Espiritualidad de la Cruz, entendida como camino necesario para una auténtica entrega a Dios por medio de Jesús, en el poder del Espíritu Santo. Dios le reveló la Cruz del Apostolado como signo de redención y entrega sacerdotal. Además, profetizó un nuevo Pentecostés que tendría lugar a través de la santificación de los sacerdotes. En su obra A mis sacerdotes, Jesús mismo orienta a los sacerdotes hacia la plenitud de la santidad, invitándolos a una íntima unión con Él.
Concepción Cabrera es reconocida como la mística de la Iglesia con la producción escrita más extensa. Su diario espiritual, titulado Cuenta de conciencia, consta de sesenta y seis libretas, conformando un conjunto de mayor extensión que la Suma Teológica de Santo Tomás de Aquino. Esta obra constituye el núcleo de su producción literaria y sintetiza de manera excepcional su experiencia espiritual, convirtiéndose en un valioso tesoro para la Iglesia universal.

## Mística islámica o sufismo
La voz sufí deriva de la raíz sûf, (lana), aludiendo al hábito con que vestían los sufíes como muestra de desapego del mundo. A los ascetas errantes árabes se los llamaba también faquires ("pobres", en árabe faqîr, pl. fuqarâ), y en persa derviches (darvîsh). Mirados con cierta precaución a veces por algunos sectores de la ortodoxia islámica, el respeto que demostró a sus enseñanzas Algazel, denominado por algunos orientalistas occidentales como "el San Agustín árabe", y más conocido entre los musulmanes como Hujjatul Islam o la Prueba del Islam, hizo que a partir de grupos sunnitas ubicados en Irak en el siglo VIII, y de Bagdad y El Cairo en el siglo IX, se extendiese la presencia del sufismo por todo el mundo islámico, desde Irán hasta India, y desde el Magreb hasta Anatolia y Al Ándalus.
La ascética y mística sufí o sufismo se explica a sí misma como una vía que parte esencialmente del ejemplo establecido por el profeta del islam, el profeta Mahoma, y por gente de entre sus Compañeros dedicados intensamente a la oración y el desapego, conocidos algunos de ellos como Ahl as Suffa o la Gente del Banco.
La espiritualidad del sufismo hace énfasis a la vez en la acción, la contemplación y la oración, buscándose:
- un estado de acción de sinceridad perfecta, modelado sobre la base del Corán y el ejemplo del Profeta del Islam;
- un estado de contemplación por el cual no se vea en todo sino la huella de Dios o las luces reflejas de Dios;
- un estado de oración o más propiamente 'Recuerdo de Dios' (dhikr) perpetuo. Este estado atraviesa grados empezando por el dhikr de la lengua, el dhikr del corazón, dhikr del secreto, dhikr del secreto del secreto y así hasta varios niveles cada vez más profundos hasta el dhikr más allá de toda categoría y conceptualización, en lo que sería la zona más honda de la huella eterna del espíritu en estado de contemplación de Dios.
Los ejemplos de espiritualidad islámica fueron esparciéndose a lo largo del mundo musulmán y, con el correr del tiempo, frente a un universo de población musulmana con muy distinto grado de compromiso en la práctica de la religión. A este grupo de personas empezó a conocérsele como sufís. Una de sus grandes figuras iniciales sunnitas radicó en Basora (Hassan al-Basrî, muerto el 728), otros vivieron en Medina y en la Meca, preconizando el amor y la bondad de Dios (Al-láh) y el sometimiento completo (externo e interno) a la voluntad divina, lo que lleva, afirma la tradición sufí, en los casos de pureza modélica, a experimentar la cercanía 'más cercana que la vena yugular ' (según una frase del Corán) de la Presencia Infinita de Dios, frente a la cual el ser humano quedaría aniquilado como la nada frente al Uno.
La organización de los sufíes en cofradías o fraternidades (tariqas) de personas que frecuentaban las enseñanzas de un maestro sufí alcanzó un punto de desarrollo institucional notable en el siglo XII. El sufismo alcanzó su exposición doctrinal ortodoxa más lograda en la obra de Al-Ghazali (Algacel).
En la actualidad, las vías (tariqas) u 'órdenes' sufís más expandidas en todo el mundo son la qadiri y la naqshbandi, así como también la shadhilli y la chisti.
Es indispensable la guía de un maestro, o "director espiritual" (muršid), quien ya ha recorrido las estaciones espirituales y ha llegado a la realización espiritual, a fin de guiar al discípulo por el largo sendero de la lucha contra el ego (nafs).
Las experiencias de los grandes maestros sufís han inspirado una buena parte de la lírica y la narrativa islámicas.

### Dichos y hechos propios de los sufís
Los santos sufís narran haber recibido, por gracia de Dios, estaciones espirituales más allá de nuestra comprensión ordinaria de las cosas; y a la vez afirman que buscar las estaciones en sí mismo es alejarse de ellas, pues la única búsqueda debe ser la complacencia de Dios. Son conocidas en la literatura sufí las narraciones de milagros (karamat) que ocurrieron a maestros sufís, si bien la enseñanza sufí al respecto es que la búsqueda de milagros es un obstáculo en la vía, y si ellos ocurren debe ser únicamente sin intervención de una voluntad activa o de ostentación al respecto.
Los maestros distinguen dos clases de conocimiento de la religión del Islam, el Corán y la vida del profeta: el erudito, de carácter mental-discursivo y el del corazón o de naturaleza gnóstico-espiritual, señalando que si bien ambos conocimientos son necesariamente complementarios, solo el siervo puro puede acceder al conocimiento interno.
A su vez, si bien las cofradías sufís se han sumado a los demás musulmanes en el seguimiento del respeto a los gobernantes, son conocidos los casos en que un gobernante ha ejercido persecuciones sobre sufís (Mustafa Kemal Atatürk, en Turquía, o el régimen comunista en Rusia, por citar solo dos casos) y el concepto del verdadero rango que tienen el santo y el rey frente a Dios por parte de los sufís.
Un ejemplo de esto último puede encontrarse en la siguiente anécdota de Shah Bahauddin Naqshband (1317-1388), según narración de otro maestro sufí,  Sheij Fariuddin al-Attar:

«En una oportunidad el rey de Transoxiana, Sultan Abd Allah Kazgan, vino a Bukhara. Decidió ir de caza alrededor de Bukhara y mucha gente lo acompañó. Shah Bahauddin Naqshband estaba en una aldea cercana. Cuando la gente se fue de caza Shah Naqshband fue a la cúspide de una colina y permaneció allí sentado. Mientras estaba allí sentado entró a su corazón el pensamiento de que Dios había dado un gran honor a los santos. A causa de ese honor, todos los reyes de este mundo deberían inclinarse ante ellos. El pensamiento aún no se le había ido del corazón, cuando un caballero con una corona en la cabeza como la de un rey, se acercó a él y desmontó su caballo. Con gran humildad saludó a Shah Naqshband y permaneció en su presencia de la manera más amable. Se inclinó ante el shaykh pero el shaykh no lo miró. Lo mantuvo de pie durante una hora. Finalmente Shah Naqshband lo miró y le dijo: "¿Qué haces aquí?." El dijo: "Soy el rey Sultan Kazgan. Salí a cazar y olí un aroma hermoso, lo seguí hasta aquí y te encontré sentado en medio de una poderosa luz." El hecho de haber pensado "todos los reyes de este mundo deberían inclinarse ante los santos" se había vuelto realidad. Es así como Dios honra los pensamientos de Sus santos».

Siguiendo la «vía» (tarîqa) de un maestro (xeic, Shéij), el sufismo afirma que se puede llegar a una estación espiritual donde el «ojo» contempla al Ser Supremo, frente al cual toda la Creación se convertiría en «menos de una mota de polvo suspendida en la nada», lo que técnicamente se ha denominado en el lenguaje del sufismo como «el aniquilamiento de sí mismo en Dios» (fanâ).

### Características del sufismo
Un elemento tipológico que diferencia al sufismo del «misticismo» a secas es que el cultivo de la vía se considera y asume en el sufismo como una ciencia o ílm, la ciencia de las estaciones del corazón y de la lucha contra el nafs, cuyos maestros dominan con las correspondientes técnicas espirituales para permitir que el discípulo avance en el proceso.
Asimismo, otro elemento tipológico es que, a diferencia de los esfuerzos o ascesis individuales, quien tiene en definitiva «la llave» del discípulo es el Maestro, el cual se considera en el sufismo que para ser verdaderamente tal debe mantener conexión espiritual viva e ininterrumpida con el Profeta Muhammad mismo, considerado así como la fuente primera y permanente del sufismo. A esta conexión de transmisión del conocimiento espiritual desde el Profeta mismo se la denomina silsila o vía de transmisión.
En el sufismo se encuentran obras y visiones de naturaleza metafísica, elemento sapiencial o gnóstico (en sentido etimológico) del sufismo.
Afirman los maestros sufís, tales como Ibn Arabi o Sheij Abdelqader al Jilani, que la gnosis de Dios implica asimismo recibir un conocimiento de la religión de naturaleza privilegiada. De modo que los sheisj sufís, tal como eran considerados en el califato otomano, pasan a representar la función de garantes de la ortodoxia a la vez que de conocedores del misterio.
Es frecuente encontrar en la literatura sufí afirmaciones de que el estado de pureza permite comprender más en el Corán que lo que los ojos o la mente común podrían hallar.
Grandshaykh Abdullah al-Faizi ad-Daghestani (1891-1973), maestro anterior de la tariqa naqshbandi, sucedido por Shaij Nazim al-Qubrusi, refirió por ejemplo lo siguiente:

«Ellos [los más grandes de entre los santos de Dios, nueve en particular en la historia del Islam] recitan el Corán no como lo hacemos nosotros que lo leemos de principio a fin sino que lo recitan con todos sus secretos y realidades internas. Porque Dios ha dicho: «wa la ratbin wa la yabisin illa fa kitabin mubin» [Sagrado Corán 6:59]. «No hay nada húmedo o seco que no esté inscrito en un libro claro». No hay ninguna de las creaciones de Dios en todos los universos creados que no haya sido ya mencionado, con todos sus secretos, en un Libro Claro, el Corán ... Allah ha puesto en cada letra del Corán doce mil conocimientos distintos.

Hoy en día se percibe la existencia de una corriente en Occidente de «sufismo sin Islam», auto-denominada a veces sufismo universal, de modo análogo a lo que sería, en otro orden de ideas, el yoga sin hinduismo. Este fenómeno es considerado espiritualidad New Age; sin embargo, los sheijs de las tariqas tradicionales rechazan esta aproximación.

## Mística judaica, o cábala

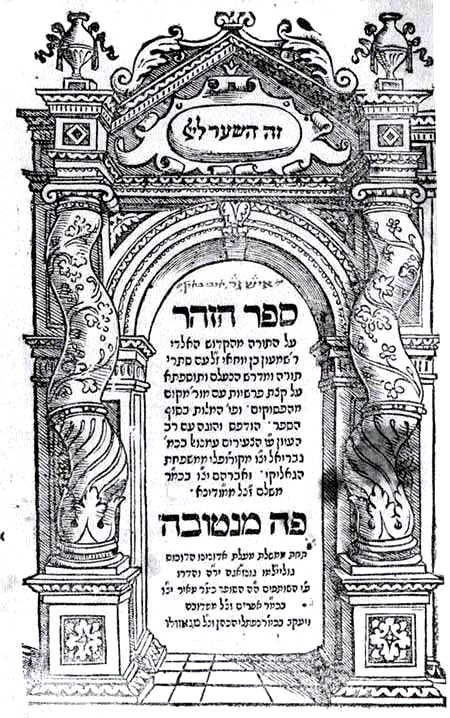
Portada de la primera edición del Zohar, Mantua, 1558 (Biblioteca del Congreso, Washington).

La principal corriente mística hebrea (que no debe confundirse con el judaísmo ortodoxo propiamente dicho) se inspira en las visiones del profeta Ezequiel y se denomina cábala (también qabbalá, del hebreo קבלה qabbalá, «recepción», o más popularmente aceptado como «tradición») y se produjo y difundió fundamentalmente durante la Alta Edad Media hasta alcanzar su esplendor con la aparición del זהר Zóhar en la península ibérica en el siglo XIII y las posteriores interpretaciones jasídicas. En el siglo XVIII, después del colapso del movimiento sabático mesiánico, la cábala fue relegada y considerada nociva para la comunidad. Desde entonces, muchos estudiosos judíos de Occidente han rehuido las discusiones teológicas que pudieran revivir el pensamiento místico. Así quedaron en el olvido valiosos manuscritos cabalísticos y las discusiones e interpretaciones que sobre ellos hacían los místicos judíos.
En la definición del historiador y teólogo agnóstico judío Gershom Scholem (Grandes tendencias de la mística judía, Barcelona: Ediciones Siruela, 1996, editado originalmente en 1941), el misticismo es el estadio posterior a la religión. Al sentir el hombre post-primitivo una alienación respecto al mundo que habita, se desarrolla debido a este hueco un sentimiento religioso en el que Dios se percibe como algo alejado, al otro lado del abismo que separa lo divino de lo humano. Es ésta la definición que se plantea de religión, en la que Dios es algo alejado de ser adorado u obedecido.
Según Scholem, el misticismo judío posee tres características fundamentales que le dan su particular personalidad:
1. En primer lugar, reticencia hacia la confesión personal, por la reserva hacia todo lo relacionado con la experiencia mística y por la ausencia de elementos autobiográficos.
2. En segundo lugar, el misticismo judío muestra una actitud metafísica positiva en relación con el lenguaje, considerado instrumento propio de Dios, y como lenguaje creador, se refleja en el hablar común del hombre.
3. En tercer lugar, la mística judía se caracteriza por una continuada deferencia hacia la tradición: así, cuanto más pura es la mística, más cerca está de la verdadera tradición entendida como «conocimiento original» de la humanidad.

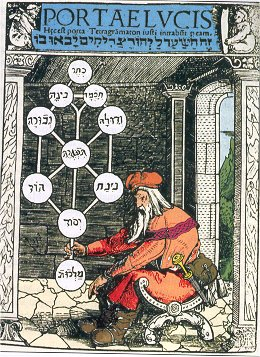
El Árbol de la vida.

Acaso el mayor de los místicos judíos fuera el malagueño Shlomo ben Yehudah Ibn Gabirol, también conocido como Avicebrón (c. 1021-c. 1058), autor de una Fuente de la vida (Mekor Hayim) que fue conocida por los filósofos cristianos medievales a través de su traducción latina (Fons vitae); por otra parte, el gran erudito y teólogo Rambam, que conocemos habitualmente como Maimónides (1135-1204), aportó la idea de la ausencia de atributos en Dios, que pesó mucho en la configuración cabalística de Dios como En-Sof.
Una de las fuentes más importantes de la cábala es el Zóhar o Libro del Esplendor. Se trata de una compilación de diversos textos cuya elaboración se atribuye tradicionalmente a Moisés de León, judío español, (fallecido en 1305), aunque algunos de sus elementos parecen ser mucho más antiguos. Algunas de sus ideas se parecen superficialmente a las de los filósofos griegos, de los panteístas egipcios y de los gnósticos. La idea básica allí expuesta es que, del seno mismo de la Divinidad oculta o Infinito (el Ein-Sof), surgió un rayo de luz que dio origen a la Nada (Ain), identificada con una esfera (Sfirá) o región, que recibe el nombre de Kéter (Corona). A partir de esta corona suprema de Dios emanan otras nueve esferas (las sfiroth). Estas diez esferas constituyen los distintos aspectos de Dios mediante los cuales este se automanifiesta.
Según la cábala, el verdadero Mesías nacerá al fin del tiempo y entonces el mundo regresará a su fuente. Entonces se acabará el infierno y empezará un tiempo de gran felicidad. La redención humana se logra por la rígida observancia de la ley, y la salvación se alcanza a través de un conocimiento esotérico especial. Cada persona es agente de su propia salvación y a través de conocimientos secretos, puede alcanzar la divinidad.
Los cabalistas suelen interpretar las combinaciones de letras de palabras clave en los textos sagrados, así como su valor numérico, con un sentido trascendente. Dos son principalmente los métodos utilizados para unificar las doctrinas cabalísticas: el de Moisés Cordovero y el de su discípulo Isaac Luria.

## Mística budista

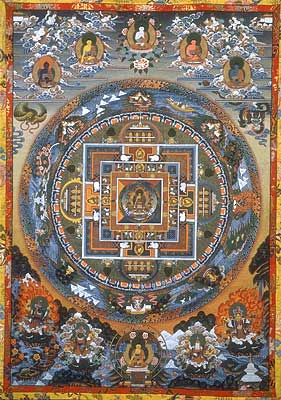
Mandala del Buda Sakyamuni, pintura tibetana.

La mística budista consiste en alcanzar el estado de Buda o nirvana, llamado Samādhi en el yoga; en el budismo Zen se realiza mediante un súbito acto de conocimiento integral denominado satori. Hay varios métodos, incluyendo mantras (recitaciones) y una meditación sobre la realidad o con ayuda de un mandala. Con frecuencia el monje budista zen recurre a algunos ejercicios denominados kōans o problemas o cuestiones tan irresolubles cómo fáciles de resolver que sirven para desintegrar la apariencia lógica de la realidad.

## Fenómenos místicos

### Explicaciones científicas a los fenómenos místicos
En la filosofía de Victor Cousin, el misticismo es uno de los cuatro grandes estadios filosóficos que periódicamente se suceden en el pensamiento humano y que sigue a épocas fuertemente racionalistas.
Otros dicen que el misticismo podría ser solo síntomas de defectos médicos de una persona. Por ejemplo, se dice que Santa Teresa de Jesús era muy enfermiza y que pudiera haber padecido de problemas psicológicos a causa de esto.
También se ha usado como explicación científica por investigadores e historiadores del misticismo el que algunas visiones podrían haber sido provocadas por una intoxicación debida al hongo conocido como cornezuelo de centeno, potente psicotrópico.

## En la cultura popular
En la música se puede encontrar una excelente adaptación de Noche oscura del alma de San Juan de la Cruz hecha por la cantante Loreena McKennit en su disco The mask and mirror.
También la cantante Madonna, en 1989, lanzó un disco titulado Like a prayer, donde la letra de la canción que daba nombre al álbum estaba impregnada de misticismo al estilo de San Juan de la Cruz. En el video musical se pueden apreciar varios símbolos que remiten a algunos de sus poemas, por ejemplo Llama de amor viva. Por este video la Iglesia Católica declaró a Madonna blasfema.
También en el video de su tema Bedtime story (año 1994) se puede apreciar un ritual derviche y diferentes elementos de la mística sufí, aunque ella profesaba la cábala judía.

### Mística católica
- Capítulo sobre mística española en la Historia de la Filosofía Española de Mario Méndez Bejarano

### Mística islámica
- Estudios sobre Sufismo Sitio dedicado al Tasawwuf (Sufismo), con material acerca de las diversas turuq (cofradías sufíes).

### Mística judía
- Centro Mundial Bnei Baruj para Estudios de Cábala
- Mística judía hasídica

- Datos: Q45996
- Multimedia: Mysticism / Q45996
- Citas célebres: Misticismo